# Cinere
Cinere este un oraș din Indonezia. Are 113.716 de locuitori.